# اس. آلبرت کیوینن
اس. آلبرت کیوینن (انگلیسی: S. Albert Kivinen؛ زادهٔ ۱۹ اکتبر ۱۹۳۳) فیلسوف، و دانشیار اهل فنلاند است.